# Caltowie
Caltowie är en ort i Australien. Den ligger i kommunen Northern Areas och delstaten South Australia, omkring 190 kilometer norr om delstatshuvudstaden Adelaide.
Trakten runt Caltowie är nära nog obefolkad, med mindre än två invånare per kvadratkilometer.. Närmaste större samhälle är Jamestown, omkring 12 kilometer öster om Caltowie. 
Trakten runt Caltowie består till största delen av jordbruksmark. Genomsnittlig årsnederbörd är 472 millimeter. Den regnigaste månaden är maj, med i genomsnitt 72 mm nederbörd, och den torraste är december, med 12 mm nederbörd.